# Daniel Kristiansson
Daniel Kristiansson är en svensk radioprogramledare.
Han började sin karriär med närradio i Växjö, i Radio MUF. I riksradion producerade han sketchprogrammet P3 Megashow år 1991 tillsammans med Johan Halleröd. Under en kort tid arbetade han på East FM i Norrköping, men under större delen av 90-talet och 00-talet sände han på Hit FM och dåvarande Gold FM i Växjö. 
När Fria Media, som drev Hit FM och Gold FM köptes upp av SBS Radio år 2006 ersattes de lokala sändningarna i Hit FM med Mix Megapol. Numera sänder Daniel Kristiansson vardagar mellan klockan 10 och 16 på Gold 102,4 i Växjö.